# Купання Психеї
«Купання Психеї» — олійна картина Фредеріка Лейтона, вперше виставлена у 1890 році. Вона зберігається в колекції Тейт-Британія.

## Опис
На картині зображена Психея, яка роздягається, щоб скупатися перед приходом Амура. Вона повністю поглинена приємним оглядом власної персони, а її самозакоханість підкреслюється її відображенням у нерухомій поверхні води.
Тема купальниці та витончена креслярська майстерність демонструють вплив Енгра, особливо таких творів, як «Джерело». Поза об'єкта з піднятими руками, щоб відкрити її оголене тіло, походить від «Венери Каліпіги», знаменитої греко-римської статуї, яку Лейтон міг бачити і яка його захоплювала в Музеї Каподімонте в Неаполі.

## Контекст
Легенда про Амура і Психею була популярним джерелом для письменників і художників другої половини XIX століття. Історія бере свій початок у «Метаморфозах» римського письменника Луція Апулея, широко відомих як «Золотий осел».
Психея жила в золотому палаці Амура, бога кохання. Щоночі Амур приходив до спальні Психеї, щоб під покровом темряви лежати з нею, не виказуючи своєї божественності. Лейтон показує, як Психея роздягається, щоб скупатися перед приходом Амура, і дивиться на своє відображення.

## Історія

### Панно (1887)
За словами М. Х. Шпільмана, на цю ідею його наштовхнула картина «Паперовий ніж», як назвав її лорд Лейтон, яку він намалював для настінної ширми сера Лоуренса Альма-Тадема.
Лейтон був серед групи з приблизно 45 художників, запрошених Альма-Тадемою для допомоги в оздобленні атріуму його будинку на Гроув Енд Роуд, Сент-Джонс-Вуд (Лейтону було запропоновано одну з власних картин Альма-Тадема). Кожен художник мав завдання намалювати вузьку панель — 32 дюйми заввишки та від 2½ до 8 дюймів завширшки — для «Зали панелей».
Складність пошуку сюжету з гумором підказав лорд Лейтон, який запропонував намалювати панно. Сер Лоуренс надіслав йому розміри. Через кілька днів після цього вони зустрілися за вечерею в будинку спільного друга. Вони сиділи прямо навпроти один одного, і, взявши в руки довгий десертний ніж з вузьким лезом, лорд Лейтон звернувся до свого товариша по мистецтву і сказав «Мій любий Тадемо, яку тему ти хочеш, щоб я на ньому намалював?»

### Живопис (1890)

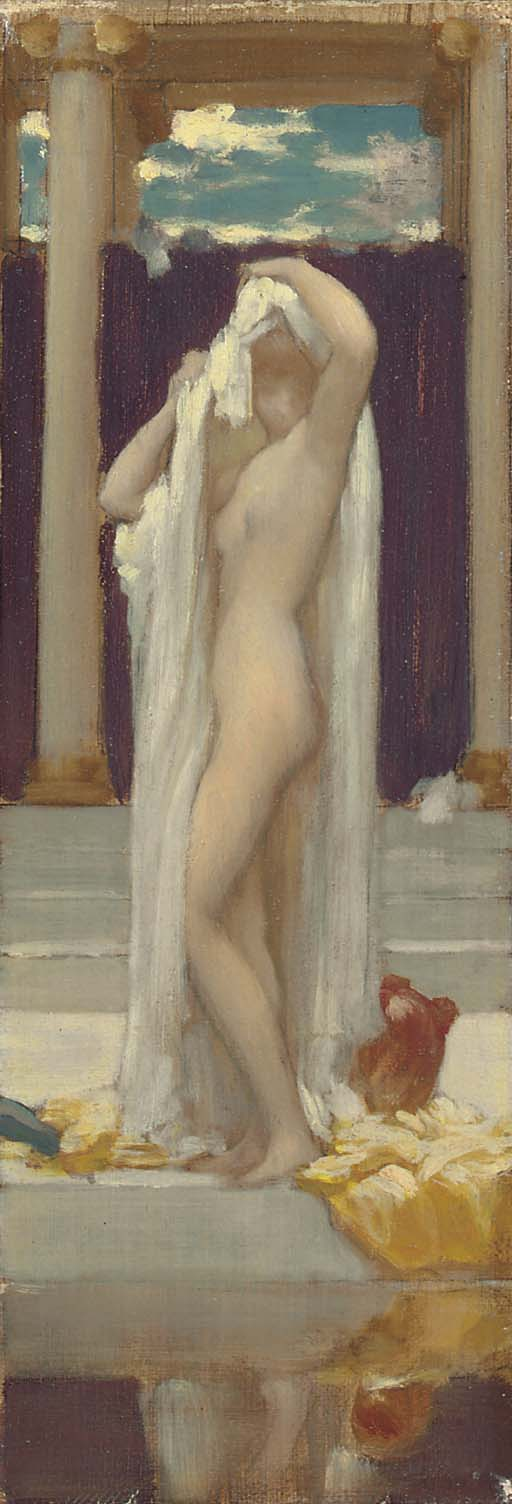
Етюд, 10½ x 3½ дюймів (26,7 x 8,9 см)

Вимоги до простору в його розпорядженні були достатніми, щоб пояснити особливий характер оригінальної композиції. Однак коли він вирішив розширити ідею для картини на полотні, він відрізав більшу частину води та її відблисків і додав колонаду з мармурових колон, щоб розширити простір. Оригінальна панель мала розміри 32 дюйми на 6½ дюймів; картина майже вдвічі більша за ширину.

У 1890 році «Купання Психеї» була виставлена в Королівській академії мистецтв. Критик The Spectator був сповнений похвали:
Як би ви не назвали № 310 — «Психея» чи, краще, «Сома» — ми можемо милуватися її гарними, витонченими лініями, чудовим чистим кольором завіси і неба, золота і міді, а також непохитною рукою, що так просто і ніжно намалювала це тіло.
Вона одразу стала улюбленицею публіки і, ймовірно, була репродукована більше, ніж будь-яка інша робота Лейтона за життя художника. Картина була придбана за умовами заповіту Чантрі та увійшла до колекції галереї Тейт.